# 海野光弘
海野光弘（うんの みつひろ、1939年（昭和14年）11月19日 - 1979年（昭和54年）9月23日）は、日本の木版画家。静岡県静岡市出身。

## 略歴
静岡市新富町（現在の葵区新富町）4丁目で染色業を営んでいた海野家の次男として生まれる。1952年（昭和27年）、静岡市立末広中学校に入学。1年の頃、日記の中に入れた版画が教諭の目に留まり、日本教育版画協会所属の教諭・蒔田晋治を紹介され、以後版画制作に没頭するようになる。静岡商業高校卒業後は日立製作所東京本社に就職したが、20歳になった1959年（昭和34年）に退職。本格的に版画家としての道を歩むようになり、同年、静岡市内で初の個展を開く。1964年（昭和39年）に発表した「触」が日本版画協会賞奨励賞を受賞。その後も多くの作品を制作・発表し、1972年（昭和47年）「対話の山」が静岡県芸術祭賞を受賞、1977年（昭和54年）には「縁通し」がスイス美術賞展優秀賞を受賞する。
黒地の版をベースとして、その上に様々な色の版を刷り重ねていく陰刻法による多色刷りを用い、日本各地を回ってスケッチした古民家や里山・農村といった日本の原風景を、見るものに懐かしさを与える独特の色合いと構図で表した。
1979年（昭和54年）9月、突然脳出血に倒れ、同月23日に39歳で死去した。
1993年（平成5年）、静岡県島田市の島田市博物館が『海野光弘木版画展』を開催したことが縁となり、海野の夫人から全版画作品が同市に寄贈され、これをうけて市は、博物館分館の一施設として2000年（平成12年）に海野光弘版画記念館を開設した。